# فيلادلفيا دائما مشمسة (الموسم العاشر)
الموسم العاشر من المُسلسل الكوميدي الأمريكي فيلادلفيا دائماً مشمسة، بدأ عرضهُ في 14 يناير، 2015، على قناة FXX. وتكون من 10 حلقات، إنتهى عرضهُ في 18 مارس، 2015.

## الممثلين والشخصيات

### شخصيات رئيسية
- تشارلي داي بدور تشارلي كيلي (10 حلقات)
- غلين هاورتون بدور دينيس رينولدز (10 حلقات)
- روب ماكيلهيني بدور ماك (10 حلقات)
- كايتلين اولسون بدور دياندرا رينولدز (10 حلقات)
- داني ديفيتو بدور فرانك رينولدز (10 حلقات)

### شخصيات متكررة
- ماري إليزابيث إليس بدور النادلة (2 حلقتان)
- آرتيميس بيبداني بدور آرتيميس (2 حلقتان)
- ديفيد هورنسبي بدور ماثيو «ريكيتي كريكت» مارا (1 حلقة)
- جيمي سيمبسون بدور ليام ماكبويل (1 حلقة)
- نايت موني بدور رايان ماكبويل (1 حلقة)
- ماري لين راجسكوب بدور غايل ذا سنايل (1 حلقة)
- ليني ستيوارت بدور السيدة. كيلي (1 حلقة)
- ساندي مارتن بدور السيدة. ماكدونالد (1 حلقة)
- برايان أنغر بدور المحامي (1 حلقة)
- كاثرين ريتمان بدور مورين بونديروسا (1 حلقة)
- ترافيس شولت بدور بين الجندي (1 حلقة)
- رودي بايبر بدور دا مانياك (1 حلقة)
- ديف فولي بدور المدير ماكلنتاير (1 حلقة)
- أندرو فريدمان بدور العم جاك كيلي (1 حلقة)
- لانس باربربدور بيل بونديروسا (1 حلقة)
- تشاد إل كولمان بدور زي (1 حلقة)
- تي. جاي. هوبن بدور ريكس (1 حلقة)
- جيسيكا كولنز بدور جاكي ديناردو (1 حلقة)
- شيلي ديساي بدور هوانغ (1 حلقة)
- زاكري كينغتون (1 حلقة)
- ثيسي سيرفس بدور مارغريت ماكبويل (1 حلقة)
- ريتشارد روكولو بدور ممثل الشركة (1 حلقة)
- اليخاندرو باتينو بدور السيد. خواريز (1 حلقة)

### ضيوف الحلقات
- كونان أوبراين
- بيتر جاكوبسون بدور روتنبيرغ
- كيفن دافيتيان سنايدر
- لافيل كرافورد بدور لاند سلايد
- بوب ويلتفونغ بدور تشيت
- أوسكار نونيز
- روجر بارت
- شون ويليام سكوت
- جوش غروبان
- جيمي أو. يانغ الطالب الأسيوي
- بيرن غورمان

## الحلقات
| تسلسل إجمالي | تسلسل الموسم | عنوان الحلقة "بالإنجليزية"                        | إخراج      | كتابة                                   | تاريخ العرض    | رمز الإنتاج | عدد المشاهدين بالمليون |
| ------------ | ------------ | ------------------------------------------------- | ---------- | --------------------------------------- | -------------- | ----------- | ---------------------- |
| 105          | 1            | "The Gang Beats Boggs"                            | تود بيرمان | ديف وجون تشيرنين                        | 14 يناير 2015  | XIP10001    | 0.786                  |
| 106          | 2            | "The Gang Group Dates"                            | ريكي كين   | روب روزيل                               | 21 يناير 2015  | XIP10008    | 0.524                  |
| 107          | 3            | "Psycho Pete Returns"                             | تود بيرمان | تشارلي داي، غلين هاورتون وروب ماكيلهيني | 28 يناير 2015  | XIP10002    | 0.511                  |
| 108          | 4            | "Charlie Work"                                    | مات شاكمان | تشارلي داي، غلين هاورتون وروب ماكيلهيني | 4 فبراير 2015  | XIP10004    | 0.554                  |
| 109          | 5            | "The Gang Spies Like U.S."                        | مات شاكمان | ديفيد هورنسبي                           | 11 فبراير 2015 | XIP10003    | 0.527                  |
| 110          | 6            | "The Gang Misses the Boat"                        | ريكي كين   | تشارلي داي، غلين هاورتون وروب ماكيلهيني | 18 فبراير 2015 | XIP10007    | 0.544                  |
| 111          | 7            | "Mac Kills His Dad"                               | هيث كولينز | ديف، جون تشيرنين وديفيد هورنسبي         | 25 فبراير 2015 | XIP10010    | 0.442                  |
| 112          | 8            | "The Gang Goes on Family Fight"                   | مات شاكمان | تشارلي داي، غلين هاورتون وروب ماكيلهيني | 4 مارس 2015    | XIP10005    | 0.445                  |
| 113          | 9            | "Frank Retires"                                   | ريكي كين   | تشارلي داي، غلين هاورتون وروب ماكيلهيني | 11 مارس 2015   | XIP10006    | 0.505                  |
| 114          | 10           | "Ass Kickers United: Mac and Charlie Join a Cult" | هيث كولينز | سكوت ماردر                              | 18 مارس 2015   | XIP10009    | 0.543                  |

## وصلات خارجية
- قائمة حلقات فيلادلفيا دائما مشمسة  على قاعدة بيانات الأفلام على الإنترنت